# Shannonomyia longiradialis
Shannonomyia longiradialis är en tvåvingeart som beskrevs av Alexander 1929. Shannonomyia longiradialis ingår i släktet Shannonomyia och familjen småharkrankar. Inga underarter finns listade i Catalogue of Life.